# Cicer grande
Cicer grande är en ärtväxtart som först beskrevs av Mikhail Grigoríevič Popov, och fick sitt nu gällande namn av Korotkova. Cicer grande ingår i släktet kikärter, och familjen ärtväxter. Inga underarter finns listade i Catalogue of Life.